# Liste des lieux historiques nationaux du Canada à Kingston
Voici la liste des lieux historiques nationaux du Canada (anglais : National Historic Sites of Canada) situé à Kingston. En mars 2011, on compte 22 lieux historiques nationaux à Kingston, dont deux sont administrés par Parcs Canada. De ce nombre, il faut rajouté aussi un site qui ont perdu sa désignations.
Les autres lieux historiques nationaux sont classés dans la liste des lieux historiques nationaux du Canada en Ontario.
Les noms des sites correspondent à ceux donnés par la commission des lieux et monuments historiques du Canada, qui peuvent être différents de ceux donnés par le milieu local.

## Lieux historiques nationaux
| Lieu                                         | Désignation | Municipalité                                   | Description | Photo                                                     |
| -------------------------------------------- | ----------- | ---------------------------------------------- | --- | --------------------------------------------------------- |
| Ancien bureau de poste de Kingston           | 1971        | Kingston 44° 13′ 48″ N, 76° 28′ 59″ O          | Élégant bureau de poste à l'italienne (1856-1859) | Ancien bureau de poste de Kingston                        |
| Cale sèche de Kingston                       | 1978        | Kingston 44° 13′ 31″ N, 76° 29′ 00″ O          | Un des plus grands centres maritimes des chantiers navals des Grands Lacs, (1890); Corvettes ayant servi pendant la Seconde Guerre mondiale                                           | Le NGCC Alexander Henry dans la cale sèche                |
| Canal Rideau                                 | 1925        | Kingston à Ottawa 44° 17′ 31″ N, 76° 26′ 33″ O | Canal long de 202 km ouvert à la navigation; comporte 45 écluses · Patrimoine mondial (2007, Canal Rideau)                                                                            | Les écluse de Kingston Mills                              |
| Chantier naval de Kingston (en)              | 1928        | Kingston 44° 13′ 44″ N, 76° 28′ 07″ O          | Une station navale qui a d'abord servi à la Marine provinciale sur le lac Ontario de 1789 à 1813; a ensuite été placée sous l'autorité de l'Amirauté jusqu'à sa fermeture en 1853     | Plaque du lieu historique national                        |
| Cimetière Cataraqui                          | 2011        | Kingston 44° 15′ 52″ N, 76° 32′ 28″ O          | Un des meilleurs exemples de cimetière jardin de taille moyenne au pays. Contient les tombes de plusieurs notables, dont celle de John A. Macdonald.                                  | Cimetière Cataraqui                                       |
| Édifice Ann Baillie (en)                     | 1997        | Kingston 44° 13′ 26″ N, 76° 29′ 33″ O          | Les résidences d'infirmières étaient un élément essentiel de la culture infirmière (1903-04)                                                                                          |                                                           |
| Édifice de la douane de Kingston             | 1971        | Kingston 44° 13′ 47″ N, 76° 28′ 56″ O          | Élégant édifice des douanes, spécimen du style à l'italienne, construit en (1856-1859)                                                                                                |                                                           |
| Édifices de Point Frederick                  | 1973        | Kingston 44° 13′ 41″ N, 76° 28′ 10″ O          | La base navale la plus importante des Britanniques sur le lac Ontario pendant la guerre de 1812; aujourd'hui le Collège militaire royal du Canada                                     | L'édifice Mackenzie du Collège militaire royal du Canada  |
| Épaves de navires de la guerre de 1812       | 2014        | Kingston 44° 13′ 52″ N, 76° 27′ 08″ O          | |                                                           |
| Fort Frontenac                               | 1923        | Kingston 44° 14′ 00″ N, 76° 28′ 43″ O          | A été pendant de nombreuses années la porte de l'Ouest, la base des explorations de René Robert Cavelier de La Salle et un des postes avancés des Français contre Iroquois et Anglais | Ruine du Fort Frontenac                                   |
| Fort Henry                                   | 1923        | Kingston 44° 13′ 49″ N, 76° 27′ 35″ O          | Fort britannique destiné à défendre le canal Rideau; achevé en 1836 · Patrimoine mondial (2007, Canal Rideau)                                                                         | Fort Henry                                                |
| Fortifications de Kingston                   | 1989        | Kingston 44° 13′ 20″ N, 76° 29′ 25″ O          | Protégeaient le chantier naval royal pendant la guerre de 1812; entrée du canal Rideau · Patrimoine mondial (2007, Canal Rideau)                                                      | Le Fort Frederick                                         |
| Hôpital général de Kingston                  | 1995        | Kingston 44° 13′ 27″ N, 76° 29′ 35″ O          | Le plus vieil hôpital général encore en service au Canada | L'hôpital général de Kingston                             |
| Hôtel de ville de Kingston (en)              | 1961        | Kingston 44° 13′ 48″ N, 76° 28′ 50″ O          | Célèbre édifice public de style néo-classique qui s'élève à proximité du bord de l'eau                                                                                                | Façade de l'hôtel de ville de Kingston                    |
| Lieu de sépulture de sir John A. Macdonald   | 1938        | Kingston 44° 15′ 43″ N, 76° 32′ 32″ O          | Lieu de sépulture de John A. Macdonald, premier premier ministre du Canada (1867-1873, 1878-1891), père de la Confédération                                                           | Lot familial de John A. Macdonald au cimetière Cataraqui. |
| Palais de justice du comté de Frontenac (en) | 1981        | Kingston 44° 13′ 40″ N, 76° 29′ 23″ O          | Palais de justice monumental de style néo-classique qui s'élève en face du lac Ontario (1858)                                                                                         | Façade du palais de justice du comté de Frontenac         |
| Pénitencier de Kingston                      | 1990        | Kingston 44° 13′ 14″ N, 76° 30′ 48″ O          | Le plus vieil établissement pénitentiaire au Canada; mis en chantier en 1834 | Pénitencier de Kingston                                   |
| Roselawn                                     | 1969        | Kingston 44° 13′ 32″ N, 76° 30′ 37″ O          | Maison de campagne de style néo-classique, 1841 | Roselawn                                                  |
| Tour Murney                                  | 1930        | Kingston 44° 13′ 20″ N, 76° 29′ 26″ O          | Fortifications en maçonnerie de l'Empire britannique; milieu du XIXe siècle · Patrimoine mondial (2007, Canal Rideau)                                                                 | Tour Murney                                               |
| Tour Shoal                                   | 1930        | Kingston 44° 13′ 44″ N, 76° 28′ 41″ O          | Fortifications en maçonnerie de l'Empire britannique; milieu du XIXe siècle · Patrimoine mondial (2007, Canal Rideau)                                                                 |                                                           |
| Villa Bellevue                               | 1995        | Kingston 44° 13′ 22″ N, 76° 30′ 12″ O          | Importante villa à l'italienne des années 1840; maison de sir John A. Macdonald, premier ministre du Canada (1867-1873, 1878-1891)                                                    | Villa Bellevue                                            |
| Villa Elizabeth                              | 1990        | Kingston 44° 13′ 54″ N, 76° 29′ 20″ O          | Villa de style néo-gothique (1841-1843) | Villa Elizabeth                                           |

## Lieux historiques nationaux ayant perdu leur intégrité commémorative
| Lieu           | Désignation | Municipalité | Raison      | Photo |
| -------------- | ----------- | ------------ | ----------- | ----- |
| Place Plymouth | 1970        | Kingston     | Démolie (?) |       |